# Basket Liga Kobiet 2014/2015
Tauron Basket Liga Kobiet (2014/2015) – sezon najwyżej klasy rozgrywkowej w kobiecej koszykówce w Polsce. Ten sezon był drugim po reformie i przejęciu rozgrywek przez Polski Związek Koszykówki.
W rozgrywkach brało udział 12 drużyn. Tytuł mistrzowski obroniła Wisła Can-Pack Kraków.

## System rozgrywek
Rozgrywki składały się z 2 etapów:
- runda zasadnicza – mecze odbywały się w systemie kołowym. Drużyny, które zajmowały miejsca 1-8 uczestniczyły w drugim etapie w rywalizacji o miejsca 1-8, pozostałe w walce o utrzymanie.
- etap 2 (play-off):
  - I runda – mecze ćwierćfinałowe odbywały się w systemie 1-8, 2-7, 3-6 oraz 4-5 (do dwóch zwycięstw). Zwycięskie zespoły zagrały w II rundzie, natomiast przegrane odpadały z dalszej rywalizacji.
  - II runda – półfinały w parach 1-4 oraz 2-3. Przegrane zagrały w spotkaniach o 3. miejsce, natomiast zespoły wygrane w meczu finałowym.
  - II runda:
    - o 3. miejsce (do dwóch zwycięstw)
    - finał (do trzech zwycięstw). Zwycięzca uzyskał tytuł mistrza Polski.
- etap 2 (o utrzymanie) – rywalizowały w niej będą zespoły z miejsc 9-12 w systemie kołowym mecz i rewanż (rywalizacja odbywały się z zaliczeniem wyników z Etapu 1. Drużyny z miejsc 11-12 straciły prawo gry w Basket Lidze Kobiet.

## Zespoły
| Drużyna                            | Nazwa hali                                                      | Adres hali                                |
| ---------------------------------- | --------------------------------------------------------------- | ----------------------------------------- |
| Artego Bydgoszcz                   | Artego Arena                                                    | ul. Toruńska 59, 85-023 Bydgoszcz         |
| Glucose ROW Rybnik                 | Hala widowiskowo-sportowa w Rybniku-Boguszowicach               | ul. Jastrzębska 3B, 44-253 Rybnik         |
| CCC Polkowice                      | Hala sportowa – Polkowice                                       | ul. Dąbrowskiego 1a, 59-100 Polkowice     |
| Energa Toruń                       | Hala Zespołu Szkół Spożywczych i VIII LO w Toruniu–„SPOŻYWCZAK” | ul. Grunwaldzka 33/35, 87-100 Toruń       |
| KSSSE AZS PWSZ Gorzów Wielkopolski | Hala PWSZ w Gorzowie Wielkopolskim                              | ul. Chopina 52, 66-400 Gorzów Wlkp.       |
| Basket Konin                       | Hala RONDO                                                      | Al. 1 Maja 1a, 62-510 Konin               |
| Basket Gdynia                      | Arena "Gdynia"                                                  | ul. Kazimierza Górskiego 8, 81-302 Gdynia |
| Widzew Łódź                        | Hala Parkowa - MOSiR Łódź                                       | ul. Małachowskiego 5/7, 90-160 Łódź       |
| Wisła Can-Pack Kraków              | Hala „TS Wisła”                                                 | ul. Reymonta 22, 30-059 Kraków            |
| Pszczółka AZS UMCS Lublin          | Hala AOS                                                        | ul. Langiewicza 22, 20-032 Lublin         |
| Ślęza Wrocław                      | Hala Uniwersytetu Przyrodniczego                                | ul. Komuny Paryskiej 10, 50-451 Wrocław   |
| MKK Siedlce                        | Hala ARM Siedlce                                                | ul. B.Prusa 6, 08-110 Siedlce             |

## Rozgrywki

### Runda zasadnicza i wyniki
awans do 2. etapu (rywalizacja o miejsca 1-8)
| Lp. | Drużyna                            | M  | Mecze | Mecze | Punkty | Punkty | Punkty | Punkty   | Pkt |
| Lp. | Drużyna                            | M  | W     | P     | +      | -      | +/-    | Stosunek | Pkt |
| --- | ---------------------------------- | -- | ----- | ----- | ------ | ------ | ------ | -------- | --- |
| 1.  | Wisła Can-Pack Kraków              | 22 | 22    | 0     | 1813   | 1262   | +551   | 1,4366   | 44  |
| 2.  | Artego Bydgoszcz                   | 22 | 18    | 4     | 1729   | 1446   | +283   | 1,1957   | 40  |
| 3.  | Energa Toruń                       | 22 | 17    | 5     | 1724   | 1490   | +234   | 1,1570   | 39  |
| 4.  | CCC Polkowice                      | 22 | 15    | 7     | 1535   | 1338   | +197   | 1,1472   | 37  |
| 5.  | KSSSE AZS PWSZ Gorzów Wielkopolski | 22 | 15    | 7     | 1638   | 1491   | +147   | 1,0986   | 37  |
| 6.  | Glucose ROW Rybnik                 | 22 | 9     | 13    | 1467   | 1628   | -161   | 0,9011   | 31  |
| 7.  | MKK Siedlce                        | 22 | 8     | 14    | 1514   | 1592   | -78    | 0,9510   | 30  |
| 8.  | Ślęza Wrocław                      | 22 | 8     | 14    | 1446   | 1588   | -142   | 0,9106   | 30  |
| 9.  | Pszczółka AZS UMCS Lublin          | 22 | 7     | 15    | 1410   | 1588   | -178   | 0,8879   | 29  |
| 10. | Chemat Basket Konin                | 22 | 5     | 17    | 1460   | 1748   | -288   | 0,8352   | 27  |
| 11. | Basket Gdynia                      | 22 | 4     | 18    | 1473   | 1709   | -236   | 0,8619   | 26  |
| 12. | Widzew Łódź                        | 22 | 4     | 18    | 1390   | 1719   | -329   | 0,8086   | 26  |

| Gospodarz/Gość            | BYD   | RYB    | POL   | TOR   | GOR   | KON    | GDY    | ŁÓD   | KRA    | LUB   | SID   | WRO   |
| ------------------------- | ----- | ------ | ----- | ----- | ----- | ------ | ------ | ----- | ------ | ----- | ----- | ----- |
| Artego Bydgoszcz          |       | 88:53  | 66:64 | 72:66 | 62:53 | 103:62 | 94:60  | 95:64 | 68:90  | 91:41 | 75:70 | 65:58 |
| Glucose ROW Rybnik        | 62:75 |        | 66:78 | 55:72 | 66:77 | 68:74  | 62:59  | 75:53 | 61:84  | 86:68 | 68:63 | 64:72 |
| CCC Polkowice             | 57:66 | 76:47  |       | 73:62 | 72:46 | 66:51  | 69:67  | 70:45 | 51:59  | 80:67 | 63:51 | 92:38 |
| Energa Toruń              | 92:71 | 79:66  | 64:67 |       | 82:58 | 88:65  | 102:73 | 86:63 | 74:89  | 69:66 | 97:71 | 74:51 |
| AZS PWSZ Gorzów Wlkp.     | 93:76 | 84:70  | 81:79 | 78:79 |       | 74:71  | 95:60  | 76:65 | 66:71  | 74:48 | 89:69 | 64:52 |
| Chemat Basket Konin       | 74:88 | 72:83  | 62:65 | 70:80 | 62:83 |        | 54:77  | 63:79 | 63:84  | 71:67 | 69:71 | 82:66 |
| Basket Gdynia             | 60:98 | 64:75  | 48:67 | 67:83 | 74:66 | 95:62  |        | 80:65 | 82:90  | 71:75 | 59:71 | 72:77 |
| Widzew Łódź               | 59:94 | 64:66  | 99:98 | 72:82 | 59:69 | 78:89  | 66:59  |       | 41:81  | 51:72 | 56:75 | 74:76 |
| Wisła Can-Pack Kraków     | 88:62 | 106:45 | 74:47 | 70:66 | 68:64 | 88:49  | 96:37  | 92:40 |        | 81:56 | 60:55 | 83:64 |
| Pszczółka AZS UMCS Lublin |       | 68:62  | 63:59 | 71:72 | 58:68 | 63:73  | 74:73  | 70:53 | 61:103 |       | 90:70 | 54:73 |
| MKK Siedlce               | 65:82 | 72:85  | 62:79 | 65:86 | 79:83 | 88:65  | 79:73  | 76:63 | 59:73  | 68:52 |       | 70:59 |
| WTK Ślęza Wrocław         | 52:65 | 80:82  | 54:63 | 57:75 | 72:76 | 88:62  | 92:79  | 75:81 | 51:83  | 67:63 | 72:65 |       |

Aktualizacja po 20. kolejce. Źródło: Terminarz i wyniki

### Etap 2.

#### Miejsca 9-12 – etap o utrzymanie
Do 2. etapu wliczane są punkty z rundy zasadniczej.
| Lp. | Drużyna                   | M  | Mecze | Mecze | Punkty | Punkty | Punkty | Punkty   | Pkt |
| Lp. | Drużyna                   | M  | W     | P     | +      | -      | +/-    | Stosunek | Pkt |
| --- | ------------------------- | -- | ----- | ----- | ------ | ------ | ------ | -------- | --- |
| 9.  | Pszczółka AZS UMCS Lublin | 26 | 10    | 16    | 1676   | 1861   | -185   | 0,9017   | 36  |
| 10. | Chemat Basket Konin       | 26 | 8     | 18    | 1765   | 2010   | -245   | 0,8781   | 34  |
| 11. | Basket Gdynia             | 26 | 5     | 21    | 1766   | 2006   | -240   | 0,8804   | 31  |
| 12. | Widzew Łódź               | 26 | 5     | 21    | 1667   | 2028   | -361   | 0,8220   | 28  |

| Gospodarz/Gość            | LUB   | KON   | GDY   | ŁÓD   |
| ------------------------- | ----- | ----- | ----- | ----- |
| Pszczółka AZS UMCS Lublin |       | 46:76 | 68:64 |       |
| Chemat Basket Konin       | 66:80 |       |       | 84:60 |
| Basket Gdynia             |       | 76:79 |       | 88:74 |
| Widzew Łódź               | 67:72 | 76:65 |       |       |

Fazę o utrzymanie przerwano po 4. kolejce, gdyż różnica między miejscem zapewniającym pozostanie na przyszły sezon w Basket Lidze a miejscem spadkowym była nie do odrobienia.

#### Faza play-off-miejsca 1-8

##### Ćwierćfinały
| 14 marca 2015 16:00 | Raport | Wisła Can-Pack Kraków 74 – 45 Ślęza Wrocław                             | Wisła Can-Pack Kraków 74 – 45 Ślęza Wrocław | Wisła Can-Pack Kraków 74 – 45 Ślęza Wrocław                         |  | Kraków Sędziowie: - Robert Mordal - Marcin Bieńkowski - Karol Nowak |
| 14 marca 2015 16:00 | Raport | Rezultaty w kwartach: 26:17, 19:8, 13:8, 19:12                          |                                             |                                                                     |  | Kraków Sędziowie: - Robert Mordal - Marcin Bieńkowski - Karol Nowak |
| 14 marca 2015 16:00 | Raport | Pkt: Allie Quigley 20 Zb: Jantel Lavender 11 As: Courtney Vandersloot 8 |                                             | Pkt: 12 Agnieszka Śnieżek Zb: 7 Chineze Nwagbo As: 3 Jhasmin Player |  | Kraków Sędziowie: - Robert Mordal - Marcin Bieńkowski - Karol Nowak |
| 14 marca 2015 16:00 | Raport | Wisła Kraków prowadzi w serii 1:0                                       |                                             |                                                                     |  | Kraków Sędziowie: - Robert Mordal - Marcin Bieńkowski - Karol Nowak |

| 20 marca 2015 18:00 | Raport | Ślęza Wrocław 59 – 69 Wisła Can-Pack Kraków                                                         | Ślęza Wrocław 59 – 69 Wisła Can-Pack Kraków | Ślęza Wrocław 59 – 69 Wisła Can-Pack Kraków                                                   |  | Wrocław Sędziowie: - Tomasz Trawicki - Cezary Nowicki - Radosław Szagun |
| 20 marca 2015 18:00 | Raport | Rezultaty w kwartach: 17:15, 14:22, 13:19, 15:13                                                    |                                             |                                                                                               |  | Wrocław Sędziowie: - Tomasz Trawicki - Cezary Nowicki - Radosław Szagun |
| 20 marca 2015 18:00 | Raport | Pkt: Jhasmin Player 15 Agnieszka Śnieżek 15 Zb: Magdalena Leciejewska 6 As: Magdalena Leciejewska 4 |                                             | Pkt: 15 Courtney Vandersloot Zb: 8 Jantel Lavender As: 4 Allie Quigley 4 Courtney Vandersloot |  | Wrocław Sędziowie: - Tomasz Trawicki - Cezary Nowicki - Radosław Szagun |
| 20 marca 2015 18:00 | Raport | Wisła wygrała serię 2:0                                                                             |                                             |                                                                                               |  | Wrocław Sędziowie: - Tomasz Trawicki - Cezary Nowicki - Radosław Szagun |

| 14 marca 2015 18:00 | Raport | CCC Polkowice 69 – 51 KSSSE AZS PWSZ Gorzów Wielkopolski                | CCC Polkowice 69 – 51 KSSSE AZS PWSZ Gorzów Wielkopolski | CCC Polkowice 69 – 51 KSSSE AZS PWSZ Gorzów Wielkopolski        |  | Polkowice Sędziowie: - Marek Maliszewski - Michał Proc - Karina Kamińska |
| 14 marca 2015 18:00 | Raport | Rezultaty w kwartach: 24:10, 14:14, 12:6, 19:21                         |                                                          |                                                                 |  | Polkowice Sędziowie: - Marek Maliszewski - Michał Proc - Karina Kamińska |
| 14 marca 2015 18:00 | Raport | Pkt: Dominika Owczarzak 20 Zb: Nikki Greene 14 As: Dominika Owczarzak 6 |                                                          | Pkt: 21 Alyssia Brewer Zb: 10 Alyssia Brewer As: 5 Sharnee Zoll |  | Polkowice Sędziowie: - Marek Maliszewski - Michał Proc - Karina Kamińska |
| 14 marca 2015 18:00 | Raport | CCC Polkowice prowadzi w serii 1:0                                      |                                                          |                                                                 |  | Polkowice Sędziowie: - Marek Maliszewski - Michał Proc - Karina Kamińska |

| 21 marca 2015 18:00 | Raport | KSSSE AZS PWSZ Gorzów Wielkopolski 36 – 61 CCC Polkowice       | KSSSE AZS PWSZ Gorzów Wielkopolski 36 – 61 CCC Polkowice | KSSSE AZS PWSZ Gorzów Wielkopolski 36 – 61 CCC Polkowice                    |  | Gorzów Wielkopolski Sędziowie: - Tomasz Trawicki - Artur Fiedler - Michał Chrakowiecki |
| 21 marca 2015 18:00 | Raport | Rezultaty w kwartach: 9:15, 11:9, 7:18, 9:19                   |                                                          |                                                                             |  | Gorzów Wielkopolski Sędziowie: - Tomasz Trawicki - Artur Fiedler - Michał Chrakowiecki |
| 21 marca 2015 18:00 | Raport | Pkt: Sharnee Zoll 17 Zb: Alyssia Brewer 9 As: Alyssia Brewer 2 |                                                          | Pkt: 11 Naketia Swanier Zb: 8 Agnieszka Majewska As: 3 Magdalena Kaczmarska |  | Gorzów Wielkopolski Sędziowie: - Tomasz Trawicki - Artur Fiedler - Michał Chrakowiecki |
| 21 marca 2015 18:00 | Raport | CCC Polkowice wygrało serię 2:0                                |                                                          |                                                                             |  | Gorzów Wielkopolski Sędziowie: - Tomasz Trawicki - Artur Fiedler - Michał Chrakowiecki |

| 14 marca 2015 18:00 | Raport | Energa Toruń 86 – 69 Glucose ROW Rybnik                          | Energa Toruń 86 – 69 Glucose ROW Rybnik | Energa Toruń 86 – 69 Glucose ROW Rybnik                                       |  | Toruń Sędziowie: - Marek Ćmikiewicz - Sławomir Moszakowski - Damian Ottenburger |
| 14 marca 2015 18:00 | Raport | Rezultaty w kwartach: 23:22, 28:13, 15:9, 20:25                  |                                         |                                                                               |  | Toruń Sędziowie: - Marek Ćmikiewicz - Sławomir Moszakowski - Damian Ottenburger |
| 14 marca 2015 18:00 | Raport | Pkt: Rebecca Harris 19 Zb: Rebecca Harris 8 As: Rebecca Harris 3 |                                         | Pkt: 21 Kateryna Rymarenko Zb: 8 Leah Metcalf 8 Drey Mingo As: 6 Leah Metcalf |  | Toruń Sędziowie: - Marek Ćmikiewicz - Sławomir Moszakowski - Damian Ottenburger |
| 14 marca 2015 18:00 | Raport | Energa Toruń prowadzi w serii 1:0                                |                                         |                                                                               |  | Toruń Sędziowie: - Marek Ćmikiewicz - Sławomir Moszakowski - Damian Ottenburger |

| 24 marca 2015 18:00 | Raport | Glucose ROW Rybnik 45 – 73 Energa Toruń                                                                           | Glucose ROW Rybnik 45 – 73 Energa Toruń | Glucose ROW Rybnik 45 – 73 Energa Toruń                          |  | Rybnik Sędziowie: - Wojciech Liszka - Karol Nowak - Mariusz Nawrocki |
| 24 marca 2015 18:00 | Raport | Rezultaty w kwartach: 11:16, 12:32, 5:10, 17:15                                                                   |                                         |                                                                  |  | Rybnik Sędziowie: - Wojciech Liszka - Karol Nowak - Mariusz Nawrocki |
| 24 marca 2015 18:00 | Raport | Pkt: Kateryna Rymarenko 20 Zb: Katarzyna Motyl 5 Kateryna Rymarenko 5 As: Magdalena Radwan 2 Kateryna Rymarenko 2 |                                         | Pkt: 19 Amanda Jackson Zb: 7 Agnieszka Fikiel As: 4 Maurita Reid |  | Rybnik Sędziowie: - Wojciech Liszka - Karol Nowak - Mariusz Nawrocki |
| 24 marca 2015 18:00 | Raport | Energa Toruń wygrała w serii 2:0                                                                                  |                                         |                                                                  |  | Rybnik Sędziowie: - Wojciech Liszka - Karol Nowak - Mariusz Nawrocki |

| 16 marca 2015 18:00 | Raport | Artego Bydgoszcz 100 – 62 MKK Siedlce                         | Artego Bydgoszcz 100 – 62 MKK Siedlce | Artego Bydgoszcz 100 – 62 MKK Siedlce                             |  | Bydgoszcz Sędziowie: - Dariusz Zapolski - Karina Pełka - Bartosz Puzoń |
| 16 marca 2015 18:00 | Raport | Rezultaty w kwartach: 31:8, 21:20, 24:15, 24:19               |                                       |                                                                   |  | Bydgoszcz Sędziowie: - Dariusz Zapolski - Karina Pełka - Bartosz Puzoń |
| 16 marca 2015 18:00 | Raport | Pkt: Darxia Morris 22 Zb: Amisha Carter 9 As: Julie McBride 8 |                                       | Pkt: 17 Eureka Brooks Zb: 10 Marta Jujka As: 2 cztery zawodniczki |  | Bydgoszcz Sędziowie: - Dariusz Zapolski - Karina Pełka - Bartosz Puzoń |
| 16 marca 2015 18:00 | Raport | Artego Bydgoszcz prowadzi w serii 1:0                         |                                       |                                                                   |  | Bydgoszcz Sędziowie: - Dariusz Zapolski - Karina Pełka - Bartosz Puzoń |

| 21 marca 2015 18:30 | Raport | MKK Siedlce 71 – 82 Artego Bydgoszcz                                             | MKK Siedlce 71 – 82 Artego Bydgoszcz | MKK Siedlce 71 – 82 Artego Bydgoszcz                            |  | Siedlce Sędziowie: - Mariusz Adameczek - Karina Kamińska - Tomasz Tomaszewski |
| 21 marca 2015 18:30 | Raport | Rezultaty w kwartach: 21:21, 21:24, 14:20, 15:17                                 |                                      |                                                                 |  | Siedlce Sędziowie: - Mariusz Adameczek - Karina Kamińska - Tomasz Tomaszewski |
| 21 marca 2015 18:30 | Raport | Pkt: Ganna Zarycka 18 Zb: Magdalena Koperwas 6 As: 4 Eureka Brooks 4 Marta Jujka |                                      | Pkt: 29 Darxia Morris Zb: 13 Amisha Carter As: 10 Julie McBride |  | Siedlce Sędziowie: - Mariusz Adameczek - Karina Kamińska - Tomasz Tomaszewski |
| 21 marca 2015 18:30 | Raport | Artego wygrało w serii 2:0                                                       |                                      |                                                                 |  | Siedlce Sędziowie: - Mariusz Adameczek - Karina Kamińska - Tomasz Tomaszewski |

##### Półfinały
| 1 kwietnia 2015 18:00 | Raport | Wisła Can-Pack Kraków 78 – 54 CCC Polkowice                                                      | Wisła Can-Pack Kraków 78 – 54 CCC Polkowice | Wisła Can-Pack Kraków 78 – 54 CCC Polkowice                                 |  | Kraków Sędziowie: - Marek Maliszewski - Robert Zieliński - Mariusz Nawrocki |
| 1 kwietnia 2015 18:00 | Raport | Rezultaty w kwartach: 26:12, 13:11, 21:13, 15:18                                                 |                                             |                                                                             |  | Kraków Sędziowie: - Marek Maliszewski - Robert Zieliński - Mariusz Nawrocki |
| 1 kwietnia 2015 18:00 | Raport | Pkt: Jantel Lavender 21 Zb: Cristina Ouviña 8 Justyna Żurowska-Cegielska 8 As: Cristina Ouviña 7 |                                             | Pkt: 10 Aishah Sutherland Zb: 7 Agnieszka Majewska As: 3 Dominika Owczarzak |  | Kraków Sędziowie: - Marek Maliszewski - Robert Zieliński - Mariusz Nawrocki |
| 1 kwietnia 2015 18:00 | Raport | Wisła Can-Pack prowadzi w serii 1:0.                                                             |                                             |                                                                             |  | Kraków Sędziowie: - Marek Maliszewski - Robert Zieliński - Mariusz Nawrocki |

| 2 kwietnia 2015 18:30 | Raport | Wisła Can-Pack Kraków 59 – 50 CCC Polkowice                                                | Wisła Can-Pack Kraków 59 – 50 CCC Polkowice | Wisła Can-Pack Kraków 59 – 50 CCC Polkowice                             |  | Kraków Sędziowie: - Dariusz Zapolski - Karina Kamińska - Jakub Pietrzak |
| 2 kwietnia 2015 18:30 | Raport | Rezultaty w kwartach: 19:16, 20:10, 9:8, 11:16                                             |                                             |                                                                         |  | Kraków Sędziowie: - Dariusz Zapolski - Karina Kamińska - Jakub Pietrzak |
| 2 kwietnia 2015 18:30 | Raport | Pkt: Jantel Lavender 11 Zb: Jantel Lavender 9 As: Cristina Ouviña 3 Courtney Vandersloot 3 |                                             | Pkt: 14 Dominika Owczarzak Zb: 11 Nikki Greene As: 4 Dominika Owczarzak |  | Kraków Sędziowie: - Dariusz Zapolski - Karina Kamińska - Jakub Pietrzak |
| 2 kwietnia 2015 18:30 | Raport | Wisła Can-Pack prowadzi w serii 2:0.                                                       |                                             |                                                                         |  | Kraków Sędziowie: - Dariusz Zapolski - Karina Kamińska - Jakub Pietrzak |

| 11 kwietnia 2015 17:45 | Raport | CCC Polkowice 61 – 75 Wisła Can-Pack Kraków                                                       | CCC Polkowice 61 – 75 Wisła Can-Pack Kraków | CCC Polkowice 61 – 75 Wisła Can-Pack Kraków                                               |  | Polkowice Sędziowie: - Piotr Pastusiak - Karina Pełka - Cezary Nowicki |
| 11 kwietnia 2015 17:45 | Raport | Rezultaty w kwartach: 16:21, 21:15, 12:21, 12:18                                                  |                                             |                                                                                           |  | Polkowice Sędziowie: - Piotr Pastusiak - Karina Pełka - Cezary Nowicki |
| 11 kwietnia 2015 17:45 | Raport | Pkt: Aishah Sutherland 15 Zb: Aishah Sutherland 6 As: Naketia Swanier 3                           |                                             | Pkt: 20 Jantel Lavender 20 Allie Quigley Zb: 5 trzy koszykarki As: 9 Courtney Vandersloot |  | Polkowice Sędziowie: - Piotr Pastusiak - Karina Pełka - Cezary Nowicki |
| 11 kwietnia 2015 17:45 | Raport | Wisła Can-Pack wygrała w serii 3:0 i awansowała do finału. CCC Polkowice zagra o trzecie miejsce. |                                             |                                                                                           |  | Polkowice Sędziowie: - Piotr Pastusiak - Karina Pełka - Cezary Nowicki |

| 1 kwietnia 2015 18:30 | Raport | Artego Bydgoszcz 63 – 56 Energa Toruń                                         | Artego Bydgoszcz 63 – 56 Energa Toruń | Artego Bydgoszcz 63 – 56 Energa Toruń                              |  | Bydgoszcz Sędziowie: - Tomasz Trawicki - Artur Fiedler - Łukasz Andrzejewski | TVP Bydgoszcz |
| 1 kwietnia 2015 18:30 | Raport | Rezultaty w kwartach: 18:10, 13:15, 19:16, 13:15                              |                                       |                                                                    |  | Bydgoszcz Sędziowie: - Tomasz Trawicki - Artur Fiedler - Łukasz Andrzejewski | TVP Bydgoszcz |
| 1 kwietnia 2015 18:30 | Raport | Pkt: Amisha Carter 20 Zb: Julie McBride 6 Amisha Carter 6 As: Julie McBride 8 |                                       | Pkt: 17 Maurita Reid Zb: 8 Tijana Ajduković As: 3 Tijana Ajduković |  | Bydgoszcz Sędziowie: - Tomasz Trawicki - Artur Fiedler - Łukasz Andrzejewski | TVP Bydgoszcz |
| 1 kwietnia 2015 18:30 | Raport | Artego prowadzi w serii 1:0.                                                  |                                       |                                                                    |  | Bydgoszcz Sędziowie: - Tomasz Trawicki - Artur Fiedler - Łukasz Andrzejewski | TVP Bydgoszcz |

| 2 kwietnia 2015 18:30 | Raport | Artego Bydgoszcz 82 – 57 Energa Toruń                                                     | Artego Bydgoszcz 82 – 57 Energa Toruń | Artego Bydgoszcz 82 – 57 Energa Toruń                              |  | Bydgoszcz Sędziowie: - Janusz Calik - Marcin Bieńkowski - Tomasz Tomaszewski |
| 2 kwietnia 2015 18:30 | Raport | Rezultaty w kwartach: 30:13, 19:15, 22:13, 11:16                                          |                                       |                                                                    |  | Bydgoszcz Sędziowie: - Janusz Calik - Marcin Bieńkowski - Tomasz Tomaszewski |
| 2 kwietnia 2015 18:30 | Raport | Pkt: Julie McBride 17 Zb: Amisha Carter 6 Noel Kuin 6 As: Julie McBride 4 Amisha Carter 4 |                                       | Pkt: 20 Maurita Reid Zb: 7 Małgorzata Misiuk As: 3 trzy koszykarki |  | Bydgoszcz Sędziowie: - Janusz Calik - Marcin Bieńkowski - Tomasz Tomaszewski |
| 2 kwietnia 2015 18:30 | Raport | Artego prowadzi w serii 2:0.                                                              |                                       |                                                                    |  | Bydgoszcz Sędziowie: - Janusz Calik - Marcin Bieńkowski - Tomasz Tomaszewski |

| 11 kwietnia 2015 17:00 | Raport | Energa Toruń 68 – 75 Artego Bydgoszcz                                                    | Energa Toruń 68 – 75 Artego Bydgoszcz | Energa Toruń 68 – 75 Artego Bydgoszcz                          |  | Toruń Sędziowie: - Marcin Kowalski - Michał Proc - Mariusz Nawrocki |
| 11 kwietnia 2015 17:00 | Raport | Rezultaty w kwartach: 17:18, 11:19, 23:14, 17:24                                         |                                       |                                                                |  | Toruń Sędziowie: - Marcin Kowalski - Michał Proc - Mariusz Nawrocki |
| 11 kwietnia 2015 17:00 | Raport | Pkt: Maurita Reid 24 Zb: Agnieszka Fikiel 9 As: Maurita Reid 4                           |                                       | Pkt: 21 Darxia Morris Zb: 12 Amisha Carter As: 6 Julie McBride |  | Toruń Sędziowie: - Marcin Kowalski - Michał Proc - Mariusz Nawrocki |
| 11 kwietnia 2015 17:00 | Raport | Artego wygrało w serii 3:0 i awansowało do finału. Energa Toruń zagra o trzecie miejsce. |                                       |                                                                |  | Toruń Sędziowie: - Marcin Kowalski - Michał Proc - Mariusz Nawrocki |

##### Mecze o 3. miejsce
| 18 kwietnia 2015 18:00 | Raport | Energa Toruń 53 – 69 CCC Polkowice                              | Energa Toruń 53 – 69 CCC Polkowice | Energa Toruń 53 – 69 CCC Polkowice                                  |  | Toruń Sędziowie: - Marek Maliszewski - Dariusz Zapolski - Marcin Koralewski |
| 18 kwietnia 2015 18:00 | Raport | Rezultaty w kwartach: 8:21, 26:13, 16:17, 3:18                  |                                    |                                                                     |  | Toruń Sędziowie: - Marek Maliszewski - Dariusz Zapolski - Marcin Koralewski |
| 18 kwietnia 2015 18:00 | Raport | Pkt: Amanda Jackson 18 Zb: Joanna Walich 5 As: Amanda Jackson 3 |                                    | Pkt: 20 Aishah Sutherland Zb: 10 Nikki Greene As: 7 Naketia Swanier |  | Toruń Sędziowie: - Marek Maliszewski - Dariusz Zapolski - Marcin Koralewski |
| 18 kwietnia 2015 18:00 | Raport | CCC Polkowice prowadzi w serii 1:0.                             |                                    |                                                                     |  | Toruń Sędziowie: - Marek Maliszewski - Dariusz Zapolski - Marcin Koralewski |

| 22 kwietnia 2015 17:45 | Raport | CCC Polkowice 61 – 65 Energa Toruń                                                           | CCC Polkowice 61 – 65 Energa Toruń | CCC Polkowice 61 – 65 Energa Toruń                            |  | Polkowice Sędziowie: - Janusz Calik - Wojciech Liszka - Cezary Nowicki |
| 22 kwietnia 2015 17:45 | Raport | Rezultaty w kwartach: 10:15, 10:25, 15:6, 26:19                                              |                                    |                                                               |  | Polkowice Sędziowie: - Janusz Calik - Wojciech Liszka - Cezary Nowicki |
| 22 kwietnia 2015 17:45 | Raport | Pkt: Aishah Sutherland 21 Zb: Aishah Sutherland 13 As: Dominika Owczarzak, Naketia Swanier 3 |                                    | Pkt: 14 Amber Harris Zb: 8 trzy koszykarki As: 6 Maurita Reid |  | Polkowice Sędziowie: - Janusz Calik - Wojciech Liszka - Cezary Nowicki |
| 22 kwietnia 2015 17:45 | Raport | Energa Toruń doprowadza do remisu 1:1.                                                       |                                    |                                                               |  | Polkowice Sędziowie: - Janusz Calik - Wojciech Liszka - Cezary Nowicki |

| 26 kwietnia 2015 17:00 | Raport | Energa Toruń 64 – 49 CCC Polkowice                          | Energa Toruń 64 – 49 CCC Polkowice | Energa Toruń 64 – 49 CCC Polkowice                               |  | Toruń Sędziowie: - Tomasz Trawicki - Artur Fiedler - Robert Zieliński |
| 26 kwietnia 2015 17:00 | Raport | Rezultaty w kwartach: 13:8, 12:21, 17:13, 22:7              |                                    |                                                                  |  | Toruń Sędziowie: - Tomasz Trawicki - Artur Fiedler - Robert Zieliński |
| 26 kwietnia 2015 17:00 | Raport | Pkt: Maurita Reid 23 Zb: Amber Harris 7 As: Maurita Reid 6  |                                    | Pkt: 15 Nikki Greene Zb: 9 Nikki Greene As: 6 Dominika Owczarzak |  | Toruń Sędziowie: - Tomasz Trawicki - Artur Fiedler - Robert Zieliński |
| 26 kwietnia 2015 17:00 | Raport | CCC Polkowice wygrało w serii 2:1 i zajęło trzecie miejsce. |                                    |                                                                  |  | Toruń Sędziowie: - Tomasz Trawicki - Artur Fiedler - Robert Zieliński |

##### Finał
| 18 kwietnia 2015 17:15 | Raport | Wisła Can-Pack Kraków 64 – 66 Artego Bydgoszcz                                                    | Wisła Can-Pack Kraków 64 – 66 Artego Bydgoszcz | Wisła Can-Pack Kraków 64 – 66 Artego Bydgoszcz                 |  | Kraków Sędziowie: - Grzegorz Ziemblicki - Dariusz Szczerba - Mariusz Nawrocki | TVP Sport |
| 18 kwietnia 2015 17:15 | Raport | Rezultaty w kwartach: 19:14, 19:21, 8:17, 18:14                                                   |                                                |                                                                |  | Kraków Sędziowie: - Grzegorz Ziemblicki - Dariusz Szczerba - Mariusz Nawrocki | TVP Sport |
| 18 kwietnia 2015 17:15 | Raport | Pkt: Courtney Vandersloot 17 Jantel Lavender 17 Zb: Jantel Lavender 13 As: Courtney Vandersloot 5 |                                                | Pkt: 18 Amisha Carter Zb: 15 Amisha Carter As: 9 Julie McBride |  | Kraków Sędziowie: - Grzegorz Ziemblicki - Dariusz Szczerba - Mariusz Nawrocki | TVP Sport |
| 18 kwietnia 2015 17:15 | Raport | Artego Bydgoszcz prowadzi w serii 0:1.                                                            |                                                |                                                                |  | Kraków Sędziowie: - Grzegorz Ziemblicki - Dariusz Szczerba - Mariusz Nawrocki | TVP Sport |

| 19 kwietnia 2015 15:30 | Raport | Wisła Can-Pack Kraków 82 – 38 Artego Bydgoszcz                              | Wisła Can-Pack Kraków 82 – 38 Artego Bydgoszcz | Wisła Can-Pack Kraków 82 – 38 Artego Bydgoszcz                              |  | Kraków Sędziowie: - Piotr Pastusiak - Robert Mordal - Michał Chrakowiecki | TVP Sport |
| 19 kwietnia 2015 15:30 | Raport | Rezultaty w kwartach: 23:14, 22:15, 16:1, 23:8                              |                                                |                                                                             |  | Kraków Sędziowie: - Piotr Pastusiak - Robert Mordal - Michał Chrakowiecki | TVP Sport |
| 19 kwietnia 2015 15:30 | Raport | Pkt: Allie Quigley 17 Zb: Justyna Żurowska-Cegielska 11 As: Allie Quigley 5 |                                                | Pkt: 10 Darxia Morris Zb: 6 Amisha Carter 6 Noel Kuin As: 3 Elżbieta Mowlik |  | Kraków Sędziowie: - Piotr Pastusiak - Robert Mordal - Michał Chrakowiecki | TVP Sport |
| 19 kwietnia 2015 15:30 | Raport | Wisła Kraków doprowadziła do remisu 1:1.                                    |                                                |                                                                             |  | Kraków Sędziowie: - Piotr Pastusiak - Robert Mordal - Michał Chrakowiecki | TVP Sport |

| 24 kwietnia 2015 18:15 | Raport | Artego Bydgoszcz 49 – 55 Wisła Can-Pack Kraków         | Artego Bydgoszcz 49 – 55 Wisła Can-Pack Kraków | Artego Bydgoszcz 49 – 55 Wisła Can-Pack Kraków                                 |  | Bydgoszcz Sędziowie: - Marcin Kowalski - Marcin Koralewski - Michał Proc | TVP Sport |
| 24 kwietnia 2015 18:15 | Raport | Rezultaty w kwartach: 20:14, 7:16, 10:15, 12:10        |                                                |                                                                                |  | Bydgoszcz Sędziowie: - Marcin Kowalski - Marcin Koralewski - Michał Proc | TVP Sport |
| 24 kwietnia 2015 18:15 | Raport | Pkt: Amisha Carter 14 Zb: Noel Kuin 11 As: Noel Kuin 4 |                                                | Pkt: 11 Courtney Vandersloot Zb: 19 Jantel Lavender As: 3 Courtney Vandersloot |  | Bydgoszcz Sędziowie: - Marcin Kowalski - Marcin Koralewski - Michał Proc | TVP Sport |
| 24 kwietnia 2015 18:15 | Raport | Wisła Kraków wygrywa w serii 2:1.                      |                                                |                                                                                |  | Bydgoszcz Sędziowie: - Marcin Kowalski - Marcin Koralewski - Michał Proc | TVP Sport |

| 25 kwietnia 2015 11:45 | Raport | Artego Bydgoszcz 68 – 89 Wisła Can-Pack Kraków                 | Artego Bydgoszcz 68 – 89 Wisła Can-Pack Kraków | Artego Bydgoszcz 68 – 89 Wisła Can-Pack Kraków                            |  | Bydgoszcz Sędziowie: - Tomasz Trawicki - Dariusz Zapolski - Karina Pełka | TVP Sport |
| 25 kwietnia 2015 11:45 | Raport | Rezultaty w kwartach: 6:17, 21:28, 20:23, 21:21                |                                                |                                                                           |  | Bydgoszcz Sędziowie: - Tomasz Trawicki - Dariusz Zapolski - Karina Pełka | TVP Sport |
| 25 kwietnia 2015 11:45 | Raport | Pkt: Martyna Koc 18 Zb: Amisha Carter 7 As: Anna Bekasiewicz 8 |                                                | Pkt: 21 Jantel Lavender Zb: 15 Jantel Lavender As: 7 Courtney Vandersloot |  | Bydgoszcz Sędziowie: - Tomasz Trawicki - Dariusz Zapolski - Karina Pełka | TVP Sport |
| 25 kwietnia 2015 11:45 | Raport | Wisła Kraków wygrywa serię 3:1 i zostało mistrzem Polski.      |                                                |                                                                           |  | Bydgoszcz Sędziowie: - Tomasz Trawicki - Dariusz Zapolski - Karina Pełka | TVP Sport |

## Klasyfikacja końcowa
| Miejsce | Zespół                             | Uwagi            |
| ------- | ---------------------------------- | ---------------- |
| 1.      | Wisła Can-Pack Kraków              | Mistrz Polski    |
| 2.      | Artego Bydgoszcz                   |                  |
| 3.      | Energa Toruń                       |                  |
| 4.      | CCC Polkowice                      |                  |
| 5.      | KSSSE AZS PWSZ Gorzów Wielkopolski |                  |
| 6.      | Glucose ROW Rybnik                 |                  |
| 7.      | MKK Siedlce                        |                  |
| 8.      | Ślęza Wrocław                      |                  |
| 9.      | Pszczółka AZS UMCS Lublin          |                  |
| 10.     | Chemat Basket Konin                |                  |
| 11.     | Basket Gdynia                      | Spadek do I ligi |
| 12.     | Widzew Łódź                        | Spadek do I ligi |